# 汚職撲滅委員会
汚職撲滅委員会（おしょくぼくめついいんかい、インドネシア語：Komisi Pemberantasan Korupsi, KPK）は、インドネシアの汚職捜査機関である。

## 背景
従来インドネシアでは汚職捜査権限は警察と検察だけに存在したが、2002年に汚職犯罪を撲滅する組織を設置する法案が可決され、翌2003年に汚職撲滅委員会が発足した。

## 任務
汚職を捜査・起訴し、政府を監視することなどが任務である。

## 権限
捜査にあたっては、盗聴、海外渡航禁止命令、財産情報の調査、口座凍結命令など強い権限を有する。